# 1946年の映画
1946年の映画（1946ねんのえいが）では、1946年（昭和21年）の映画分野の動向についてまとめる。
1945年の映画 - 1946年の映画 - 1947年の映画

## 出来事

### 世界
- 米国、スターや監督が戦線から復帰し好況が復活[1]。
- 米国、映画製作本数が425本、スリラー映画やニューロティック映画が流行[1]。
- 英国、映画製作者アレクサンダー・コルダ、ロンドン・フィルムを再建[2]。
- 東独、西独別個に映画製作再開[2]。
- 6月23日 - 米国、無声映画俳優ウイリアム・S・ハート死去[3][2][4]。
- 9月 - フランス、第1回カンヌ映画祭開催[5][1][注 1]。
- 月日不詳
  - フランス、ルネ・クレール監督やジュリアン・デュヴィヴィエ監督がハリウッドから帰国[1]。
  - イタリア、ヴェニス国際映画祭再開[2]。
  - ソ連、芸術批判が起こり、セルゲイ・エイゼンシュテイン監督『イワン雷帝』第2部「大いなる生活」など上映禁止[1]。
  - ソ連、映画省設置[2]。

### 日本
- 1月
  - 東宝、松竹、大映、日映、朝日、理研の6社従業員組合が団結し、全日本映画従業員同盟結成[2][6]。
  - 1月1日 - 大阪・北野劇場、京都・京都宝塚劇場が進駐軍に接収される[7]。京都宝塚劇場は「ニューキョートステートサイドシアター」と改称（ステートサイドは「米国向け」の意味）[8]。
  - 1月10日 - 株式会社となった日本映画社が『日本ニュース』第1号封切り[9]。
  - 1月28日 - 映画検閲に関する覚書をGHQが出し、日本映画界はCIE（民間情報教育局）とCCD（民間検閲局）の二重検閲となる[8]。
- 2月
  - 『ヨシワラ』（マックス・オフュルス監督）公開[10][1]。11月公開の『うたかたの恋』（アナトール・リトヴァク監督）などフランス映画がヒット[1][注 2]。
  - 2月1日 - アメリカ・メジャー9社の日本配給機構・セントラル映画社（CMPE）発足、2月28日、アメリカ映画の輸入が再開される[8][11][9][7]。アメリカ映画輸入再開第1号となったのは『春の序曲』（東宝系）と『キュリー夫人』（松竹系）、入場料金10円[8][9]。
  - 2月28日 - 公職追放令公布[7]。
- 3月
  - 『キネマ旬報』復刊[9]。
  - 全東宝従業員組合の待遇改善要求に対し会社側が拒否したためストライキ突入[9]。15日間の闘争の末、組合側の勝利（3月闘争）[9]。
  - 3月10日 - 入場税、3円50銭未満50パーセント、3円50銭以上100パーセントに変更[11][12]。
- 4月
  - 4月1日 - 推計により終戦直後の映画館数1,190館[8]。
  - 4月28日
    - 日本映画演劇労働組合（日映演）結成[9][12]。
    - 東宝従業員組合、日映演に加盟[12]。
- 5月
  - 月刊『SCREEN』創刊、表紙は原節子、裏表紙にタイロン・パワー[13][14]。
  - 日活、セントラル映画社（CMPE）と1年間にアメリカ映画を24週上映の契約を締結[15]。RKO『拳銃の町』の上映からスタート[16][注 3]。
  - 5月20日 - 各映画会社代表、映画製作者連合会(映連)に集まり、新旧問わず外国映画のプリント[注 4]を制限[18]。
  - 5月30日 - 各映画製作会社代表、映連で「フイルム委員会〔ママ〕」を開催、フィルムに対する物品税の廃止運動を行うと決議[18]。
- 6月
  - 6月1日 - 東宝が第一期ニューフェイスを募集する[19][20][9][12]。 48名の合格者の中には三船敏郎（三船俊郎）、久我美子[19][20][9][12]。
  - 6月28日 - 東京興行(のちの東京テアトル) 設立[21][8]。
- 7月
  - 7月21日 - 吉村公三郎監督ほか南方在留の映画関係者、神奈川・横浜入港の便船で帰国[18]。
- 8月
  - 映画番組の火曜日封切制が実施される[11][注 5]。
  - 8月29日 - 東宝、日本映画社と業務協定を結び、日本ニュースを全国配給[22]。
- 9月
  - 東京・丸の内邦楽座、占領軍の慰問用として接収され、ピカデリー劇場と改称[23]。
  - 9月21日 - 映画監督伊丹万作（46歳）死去[11][9][22]。
- 10月
  - 労働争議によって、東宝従業員組合は第1組合、第2組合（10月7日）、第3組合（11月22日）の3組織に分裂[22]。
  - 10月15日 - 日映演による、映画演劇のゼネスト突入[2][24][18]。
  - 10月16日 - 京都映画(のちの松竹京都映画)設立[25]。
- 11月
  - 大河内傳次郎、長谷川一夫ら日映演を脱退し、「十人の旗の会」設立[26][1]。「十人の旗の会」が中心になり新東宝グループ結成[11]。
- 12月
  - 日活、戦時統制下に製作部門譲渡の対価として保有していた大映の株を譲渡し、東宝・松竹保有の日活の株を取得[27]。
  - 12月3日 - 51日間にも及ぶ東宝争議〔第2次争議〕が妥結[22]。
  - 12月16日 - オーエス映画劇場設立[25]。12月31日、神戸市・阪急会館再オープン[25]。

## 日本の映画興行
- 入場料金（大人） 
  - 4円50銭（東京の邦画封切館）[20][注 6]
  - 映画館・映画別
    - 1円90銭（松竹、正月映画『婚約三羽烏』（1937年公開のリバイバル、島津保次郎監督））[29]。
- 入場者数 7億3274万人（1年間に1人平均10回鑑賞）[30]

| 映画製作会社 | 公開本数 |
| ------------ | -------- |
| 松竹         | 21       |
| 東宝         | 18       |
| 大映         | 25       |
| その他       | 3        |
| 合計         | 67       |

出典：『映画統計資料 : 昭和21年1月-30年12月(10年間)』日本映画連合会、1956年、1頁。NDLJP:1694281。

## 受賞
- 第19回アカデミー賞
  - 作品賞 - 『我等の生涯の最良の年』 - ゴールドウィン、RKOラジオ
  - 監督賞 - ウィリアム・ワイラー - 『我等の生涯の最良の年』
  - 主演男優賞 - フレドリック・マーチ - 『我等の生涯の最良の年』
  - 主演女優賞 - オリヴィア・デ・ハヴィランド - 『遥かなる我が子』
  - 助演男優賞 - ハロルド・ラッセル - 『我等の生涯の最良の年』
  - 助演女優賞 - アン・バクスター - 『剃刀の刃』

- 第4回ゴールデングローブ賞
  - 作品賞 - 『我等の生涯の最良の年』
  - 監督賞 - フランク・キャプラ - 『素晴らしき哉、人生!』
  - 主演男優賞 - グレゴリー・ペック - 『子鹿物語』
  - 主演女優賞 - ロザリンド・ラッセル - 『世界の母』

- 第1回カンヌ国際映画祭
  - グランプリ:
    - 『マリア・カンデラリア』 - エミリオ・フェルナンデス監督、 メキシコ
    - 『偉大な転換』 - フリードリッヒ・エルムレル監督、 ソビエト連邦
    - 『田園交響楽』、ジャン・ドラノワ監督、 フランス
    - 『最後のチャンス』、レオポルト・リントベルク監督、 スイス
    - 『翼のない男たち』、フランチシェク・チャープ監督、 チェコスロバキア
    - 『無防備都市』、ロベルト・ロッセリーニ監督、 イタリア王国

- 第20回キネマ旬報ベスト・テン
  - 外国映画第1位 - 『我が道を往く』
  - 日本映画第1位 - 『大曾根家の朝』

- 第1回毎日映画コンクール
  - 日本映画大賞 - 『或る夜の殿様』

## 生誕
- 1月2日 - 伊吹吾郎、 日本、男優
- 1月5日 - ダイアン・キートン、 アメリカ合衆国、女優・プロデューサー・映画監督
- 1月19日 - ドリー・パートン、 アメリカ合衆国、カントリーシンガー・女優
- 1月20日 - デヴィッド・リンチ、 アメリカ合衆国、映画監督
- 1月26日 - ジーン・シスケル、 アメリカ合衆国、映画評論家
- 2月7日 - ピート・ポスルスウェイト、 イギリス、男優
- 2月20日 - ブレンダ・ブレッシン、 イギリス、女優
- 2月21日 - アラン・リックマン、 イギリス、男優
- 3月4日 - 中条きよし、 日本、歌手・男優
- 3月12日 - ライザ・ミネリ、 アメリカ合衆国、歌手・女優
- 3月21日 - ティモシー・ダルトン、 イギリス、男優
- 4月18日 - ヘイリー・ミルズ、 イギリス、歌手・女優
- 4月19日 - ティム・カリー、 イギリス、歌手・男優
- 4月25日 - タリア・シャイア、 アメリカ合衆国、女優
- 5月9日 - キャンディス・バーゲン、 アメリカ合衆国、女優・モデル
- 5月20日 - シェール、 アメリカ合衆国、歌手・女優
- 6月1日 - ブライアン・コックス、 イギリス、男優
- 7月6日 - シルヴェスター・スタローン、 アメリカ合衆国、男優・脚本家・映画監督
- 7月11日 - 木の実ナナ、 日本、女優
- 7月13日 - チーチ・マリン、 アメリカ合衆国、男優・コメディアン
- 7月16日 - 古川登志夫、 日本、声優
- 7月22日 - ダニー・グローヴァー、 アメリカ合衆国、男優・映画監督
- 8月16日 - レスリー・アン・ウォーレン、 アメリカ合衆国、歌手・女優
- 9月9日 - 谷隼人、 日本、男優
- 9月15日 - トミー・リー・ジョーンズ、 アメリカ合衆国、男優
- 9月15日 - オリバー・ストーン、 アメリカ合衆国、映画監督・プロデューサー
- 9月16日 - 神谷明、 日本、声優
- 9月19日 - マイケル・エルフィック、 イギリス、男優
- 9月28日 - ジェフリー・ジョーンズ、 アメリカ合衆国、男優
- 10月4日 - スーザン・サランドン、 アメリカ合衆国、女優
- 10月15日 - ジョン・ゲッツ、 アメリカ合衆国、男優
- 10月27日 - アイヴァン・ライトマン、 チェコスロバキア、映画監督・プロデューサー
- 10月31日 - スティーヴン・レイ、 イギリス、男優
- 11月6日 - サリー・フィールド、 アメリカ合衆国、歌手・女優
- 11月13日 - 大原麗子、 日本、女優
- 11月22日 - 倍賞美津子、 日本、女優
- 12月14日 - パティ・デューク、 アメリカ合衆国、女優
- 12月17日 - ユージン・レヴィ、 カナダ、男優・コメディアン・映画監督
- 12月18日 - スティーヴン・スピルバーグ、 アメリカ合衆国、映画監督・プロデューサー

## 死去
| 日付 | 日付 | 名前                             | 出身国                       | 年齢 | 職業               |
| ---- | ---- | -------------------------------- | ---------------------------- | ---- | ------------------ |
| 2月  | 17日 | ドロシー・ギブソン               | アメリカ合衆国               | 56   | 女優               |
| 4月  | 01日 | 桑野通子                         | 日本                         | 31   | 女優               |
| 4月  | 01日 | ノア・ビアリー・Sr               | アメリカ合衆国               | 64   | 男優               |
| 6月  | 23日 | ウィリアム・S・ハート            | アメリカ合衆国               | 81   | 男優               |
| 8月  | 09日 | レオン・ゴーモン                 | フランス                     | 82   | 映画パイオニア     |
| 8月  | 13日 | H・G・ウェルズ                   | イギリス                     | 79   | SF小説家           |
| 8月  | 26日 | ジャニー・マクファーソン         | アメリカ合衆国               | 60   | 女優・脚本家       |
| 8月  | 28日 | フローレンス・ターナー           | アメリカ合衆国               | 61   | 女優               |
| 9月  | 21日 | 伊丹万作                         | 日本                         | 46   | 映画監督・挿絵画家 |
| 9月  | 21日 | オルガ・エングル                 | オーストリア＝ハンガリー帝国 | 75   | 女優               |
| 10月 | 31日 | ガブリエル・ガブリオ             | フランス                     | 59   | 男優               |
| 12月 | 12日 | ルネ・ジャンヌ・ファルコネッティ | フランス                     | 54   | 女優               |
| 12月 | 25日 | W・C・フィールズ                 | アメリカ合衆国               | 66   | コメディアン・男優 |